# ليونارد ستييرت
ليونارد ستييرت (مواليد 28 مايو 1907) هو ملاكم بلجيكي، مثّل بلاده في الألعاب الأولمبية الصيفية 1928 وحقق الميدالية البرونزية في فئة الوزن المتوسط.

## روابط خارجية
ليونارد ستييرت على موقع بوكس ريك (الإنجليزية) (registration required)
- ليونارد ستييرت على موقع أوليمبيديا (الإنجليزية)